# Istituto per l'innovazione e trasparenza degli appalti e la compatibilità ambientale
L'Istituto per l'innovazione e trasparenza degli appalti e la compatibilità ambientale - ITACA è un centro tecnico per l'innovazione e trasparenza degli appalti e della compatibilità ambientale.
Costituisce una struttura competente a favorire e ad assicurare, nella Conferenza delle regioni e delle province autonome, un'attiva organizzazione tecnica e funzionale tra le medesime Regioni ed altri enti ed attori del settore. L'associazione è nata nel 1996 per volontà delle Regioni italiane, che ne sono i soci fondatori, aprendo la facoltà di associarsi ad associazioni di categoria, sindacati e consorzi di cooperative.
Il lavoro di ITACA è la ricerca tecnica e la valutazione delle delibere specialistiche della Conferenza delle Regioni e delle Province autonome. Costituisce, inoltre, un centro tecnico d'appoggio per l'esercizio delle istituzioni Regionali nell'Osservatorio dei contratti degli enti pubblici nei vari tipi di appalto.
I fini del suo statuto mirano a tre punti fondamentali:
1. La trasparenza negli appalti e concessioni pubbliche, tramite la diffusione dei dati attinenti;
2. L'unificazione con sistemi qualità, (normativa UNI EN ISO), degli iter degli appalti pubblici:
3. Lo sviluppo e la diffusione di buone pratiche per la sostenibilità ambientale.

L'attività dell'istituto riguarda aree tematiche che spaziano anche in campi collaterali e specificatamente: 
- Appalti pubblici
- Infrastrutture e lavori pubblici
- Green Public Procurement
- Barriere architettoniche
- Capitolati e Prezzari
- Edilizia sostenibile
- Espropriazioni per pubblica utilità
- Finanza di progetto
- Osservatorio contratti pubblici[Non chiaro: quello di ANAC?]
- Sicurezza negli appalti

## Soci
- Soci fondatori:
  - Regioni italiane
  - Province autonome italiane
- Soci sostenitori:
  - Consiglio nazionale degli architetti, pianificatori, paesaggisti, conservatori
  - Consiglio nazionale degli ingegneri
  - Consiglio nazionale dei geologi
  - Consiglio nazionale dei geometri e geometri laureati
  - Consiglio nazionale dei periti industriali e periti industriali laureati
  - Ordine dei Dottori Commercialisti e degli Esperti Contabili
  - FENEAL Uil – Federazione nazionale lavoratori edili affini e del legno
  - FILCA Cisl – Federazione italiana lavoratori costruzioni ed affini
  - FILLEA Cgil – Federazione italiana dei lavoratori del legno, dell'edilizia, delle industrie affini ed estrattive
  - ANAEPA Confartigianato – Associazione nazionale dell'edilizia, decoratori, pittori ed attività affini
  - ANCE Confindustria – Associazione nazionale costruttori edili
  - ANIE Confindustria – Federazione Nazionale Imprese Elettrotecniche ed Elettroniche
  - ASSISTAL Confindustria – Associazione Nazionale Costruttori di Impianti
  - CNA – Confederazione nazionale dell'artigianato e della piccola e media impresa
  - Confcooperative – Confederazione cooperative italiane
  - Legacoop - Lega Nazionale delle Cooperative e Mutue
  - OICE Confindustria – Associazione di categoria che rappresenta le organizzazioni italiane di ingegneria, architettura e consulenza tecnico-economica

## Protocollo Itaca
L'istituto, con un gruppo di lavoro specifico, nell'anno 2001 ha elaborato un protocollo comune tra le Regioni Italiane per la valutazione dei requisiti e delle soglie di edilizia sostenibile,  denominato Protocollo Itaca. Tale protocollo segue i metodi e gli standard già applicati in altri Paesi, come quello Britannico definito BREEAM (BRE Environmental Assessment Method) e quello Statunitense LEED (Leadership in Energy and Environmental Design|), che sono una serie di valutazioni e strumenti per aiutare l'edilizia professionale a comprendere e mitigare l'impatto ambientale nello sviluppo del disegno e della costruzione degli edifici. Sono stati stabiliti 10 principi base che devono caratterizzare la bioedilizia:
1. Armonia e sostenibilità del sito e dell'intervento edilizio.
2. Tutela e mantenimento dell'ambiente storico.
3. Riduzione del consumo d'energia e utilizzo di fonti rinnovabili.
4. Sicurezza e salubrità del costruito.
5. Sostenibilità ambientale, economica e sociale della tecnologie edilizie.
6. Eco-compatibilità certificata dei materiali.
7. Differenziazione progettuale per la diversa qualità dell'abitare.
8. "Safety" e di "Security" dell'edificio.
9. Qualità abitativa e domotica.
10. Formazione e training partecipato professionale e progettuale.

Il protocollo completo è articolato in 70 schede di valutazione e stabilisce requisiti minimi di sostenibilità edilizia. Accanto ad esso è stato elaborato anche un protocollo semplificato di 28 schede e il sistema si organizza in un insieme di fogli procedurali:
- Foglio calcolo Pesi
- Foglio Pesi ridotto
- Protocollo 28 finale
- Protocollo ITACA finale RELAZIONI
- Protocollo ITACA finale SCHEDE